# Karlstad karateförening
Karlstad karateförening, tidigare Karlstad karateklubb, bildades 1969 och är Värmlands äldsta karateförening. Föreningen har sitt säte i Karlstad och verksamheten bedrivs på fyra platser i kommunen: Våxnäs, Kronoparken, Vålberg och Skattkärr. Föreningen utövar sedan start karatestilen Shito-ryu och är en del av den internationella organisationen Inoue-ha Shito-ryu Keishin Kai. Huvudinstruktörer i föreningen är 2024 Shihan Lennart Larsson (8:e dan).

## Historia
Föreningen bildades 1969 i Karlstad under namnet Karlstad karatebklubb. Under föreningens första år bedrevs verksamheten i Sundsta idrottshus med Johnny Grimståhl som huvudinstruktör. Grimståhl bodde vid tiden i Stockholm och besökte Karlstad regelbundet för att instruera samtidigt som många av föreningens medlemmar reguljärt besökte Grimstålhs karateklubb i Stockholm. 
Verksamheten delades år 1974, då huvudinstruktör Grimståhl hade valt att byta stil till Kyokushinkai. De medlemmar som bytte stil och valde att följa Grimståhl som huvudinstruktör fortsatte verksamheten i Sundsta idrottshus. Lennart Larsson valde att hålla kvar vid ursprungsstilen Shito-ryu och blev föreningens nye huvudinstruktör. Larsson bildade då Karlstad karateförening och fortsatte verksamheten i Våxnässkolans gymnastiksal, där föreningen fortfarande har sin huvudsakliga träningslokal (kallad Hombu dojo Våxnäs). Från mitten till slutet av sjuttiotalet ökade medlemsantalet fort, från cirka 30 medlemmar 1974 till runt 300 medlemmar 1979.
Från start har föreningen utövat karatestilen Shito-ryu, och under åren 1970–2005 var föreningen en del av den internationella organisationen Hayashi-ha Shitoryukai under sōke Teruo Hayashi. Efter Hayashis bortgång år 2004 valde föreningen att år 2005 byta till den av Inoue Yoshimis nybildade organisationen Inoue-ha Shito-ryu Keishin Kai. Sōke Inoue var Hayashis lärling och dennes ende uchideshi.
1985 avslutade kommunen sin skolverksamhet i Våxnässkolans gymnastiksal och Karlstad karateförening tog över lokalen som hyresgäst på heltid.